# Suma teológica
La Suma teológica (cuyo título en latín es Summa theologiæ o Summa theologica, a veces llamada simplemente la Summa), es un tratado de teología escrito entre 1265 y 1274 por el filósofo, teólogo escolástico y Doctor de la Iglesia, santo Tomás de Aquino (c. 1225–1274), durante los últimos años de su vida. Es un compendio de catecismo en forma de suma de todas las principales enseñanzas teológicas de la Iglesia católica, concebida como un manual para la educación teológica de los estudiantes de teología, incluidos los seminaristas y los laicos alfabetos, más que como obra apologética destinada a polemizar contra los no católicos. Presenta el razonamiento de casi todos los puntos de la teología cristiana en Occidente. Los temas de la Summa siguen el siguiente ciclo: Dios, la Creación del hombre, el propósito del hombre, Cristo, los sacramentos y de regreso a Dios.
La Summa es quizás más famosa por sus cinco argumentos a favor de la existencia de Dios, que se conocen como las «cinco vías» (en latín: quinque viae). Las cinco formas, sin embargo, ocupan sólo uno de los 3125 artículos de la obra. La Suma teológica se relaciona en parte con una obra anterior, la Summa contra gentiles, de contenido más apologético, estructurada para defender y refutar ciertas herejías y otras religiones. A lo largo de la Summa, Tomás cita fuentes cristianas, musulmanas, hebreas y paganas, que incluyen, entre otras: Sagradas Escrituras cristianas, Platón, Aristóteles («el Filósofo»), Cicerón, San Pablo, Pseudo-Dionisio, Agustín de Hipona, Boecio, Juan Damasceno, Avicena, Averroes («el Comentarista»), Al-Ghazali, Maimónides, San Anselmo, Juan Escoto Eriugena y Pedro Lombardo (aunque la obra de Lombardo es, sobre todo, una recolección de textos de otros autores).
Aunque inacabado —la tercera parte quedó inconclusa—, es «uno de los clásicos de la historia de la filosofía y una de las obras más influyentes de la literatura occidental». Además, la Summa sigue siendo la «obra más perfecta de Aquino, fruto de su madurez, en la que se condensa el pensamiento de toda su vida». La obra fue completada póstumamente por sus discípulos (entre ellos por su secretario, amigo y confesor, fray Reginaldo de Piperno).
La Suma Teológica no solo ha sido una de las principales inspiraciones intelectuales para la filosofía tomista, sino que también tuvo una gran influencia en la Divina comedia de Dante Alighieri, por lo que el poema épico de Dante ha sido llamado la «Summa en verso». Incluso hoy en día, tanto en las iglesias católicas occidentales como orientales, en la Iglesia ortodoxa y en las principales denominaciones protestantes originales (anglicanismo y episcopalismo, luteranismo, metodismo y presbiterianismo), es muy común que la Suma teológica requiera o sea muy recomendable la lectura, en su totalidad. o en parte, para todos aquellos que buscan la ordenación al diaconado o al sacerdocio, o para profesar la vida religiosa masculina o femenina, o para los laicos que estudian filosofía y teología a nivel universitario.

## Composición

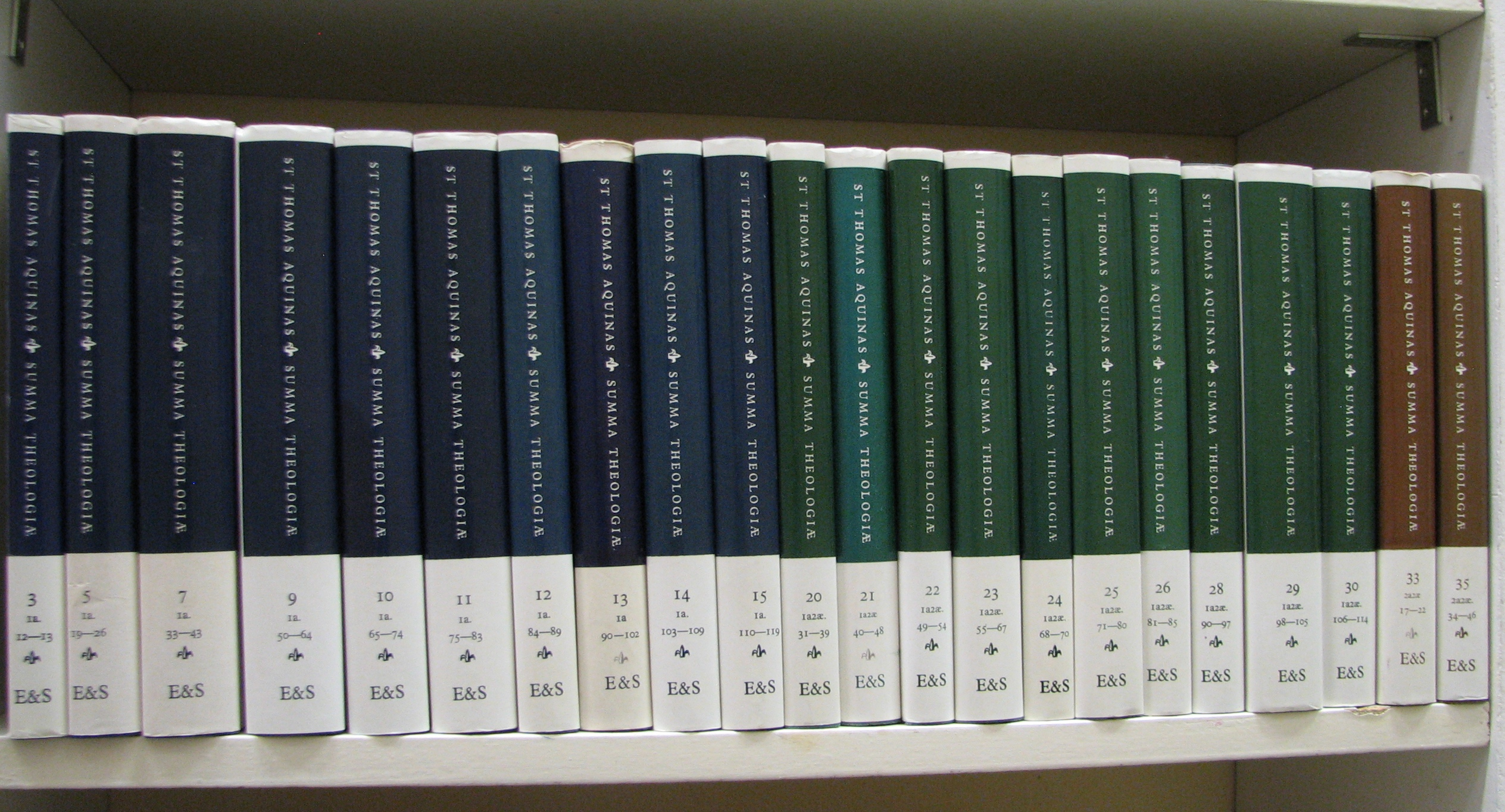
Colección de Summa theologica.

La Suma Teológica empezó a ser compuesta mientras Tomás enseñaba en el studium provinciale de la Basílica de Santa Sabina, precursor del studium generale de la Iglesia Santa María sobre Minerva y del Colegio de Santo Tomás, que en el siglo XX se convertiría en la Universidad Pontificia de Santo Tomás de Aquino. Santo Tomás de Aquino concibió la Summa específicamente como un trabajo adecuado para estudiantes principiantes:

Quia Catholicae veritatis doctor non solum provectos debet instruere, sed ad eum pertinentet etiam incipientes erudire, secundum illud apostoli I ad Corinth. III, tanquam parvulis en Christo, lac vobis potum dedi, non escam; propositum nostrae intentis in hoc opere est, ea quae ad christianam religionem pertinente, eo modo tradere, secundum quod congruit ad eruditionem incipientium.
El Doctor de la verdad católica tiene por misión no sólo ampliar y profundizar los conocimientos de los iniciados, sino también enseñar y poner las bases a los que son incipientes, según lo que dice el Apóstol en 1Cor 3,1-2: Como a párvulos en Cristo, os he dado por alimento leche para beber, no carne para masticar. Por esta razón en la presente obra nos hemos propuesto ofrecer todo lo concerniente a la religión cristiana del modo más adecuado posible para que pueda ser asimilado por los que están empezando.
«Proœmium», Summa theologiæ I, 1.

### Formato

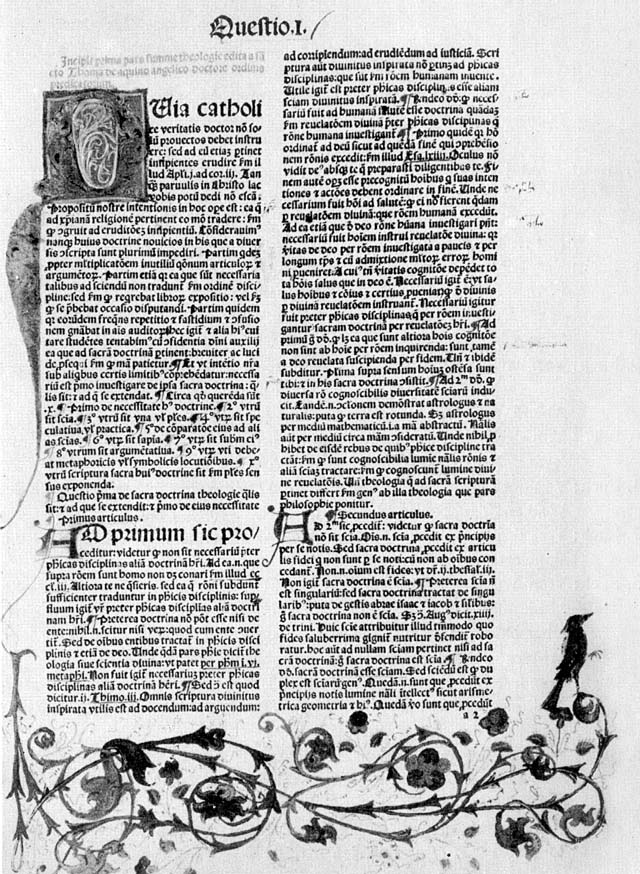
Summa theologiae, 1482.

El método de exposición emprendido en los artículos de la Summa se deriva de Averroes, a quien Aquino se refiere respetuosamente como «el Comentarista». La Summa, escrita en latín, está formada por cuestiones sobre el tema tratado, que luego se dividen en artículos que buscan responder a una serie de preguntas. Los artículos tienen casi siempre la misma estructura: (1) una pregunta inicial (que expresa normalmente lo contrario de lo que piensa Tomás de Aquino) como «¿Existe Dios?» o «¿Siempre está mal hacer la guerra?»; (2) se enuncian primero argumentos que irían en contra de la tesis propuesta (objeciones); (3) después Tomás cita una autoridad para indicar si se responderá positiva o negativamente (sed contra); (4) luego desarrolla en el cuerpo principal la respuesta (responsio); (5) y finalmente se contestan una a una las objeciones (a las objeciones).
Para ejemplificar la estructura: 
1. En el artículo 3 de la primera Cuestión de la Parte I se pregunta: «La doctrina sagrada ¿es o no es ciencia?»[iii]
2. Primero, se proporcionan una serie de objeciones a la conclusión, seguidas de la conclusión extraída ('por lo tanto'): 
  - Objeción 1: «Toda ciencia deduce sus conclusiones partiendo de principios evidentes [...] Ya dice 2 Tes 3,2: No todos tienen fe. Así, pues, la doctrina sagrada no es ciencia».
  - Objeción 2: «La ciencia no trata lo individual. La doctrina sagrada, por su parte, sí lo hace cuando nos relata hechos concretos de Abraham, Isaac, Jacob y otros. Por lo tanto, la doctrina sagrada no es ciencia».
3. Se da una contra-declaración refiriéndose a Agustín en el XIV De Trinitate.
4. Se hace el argumento real y responde: «La doctrina sagrada es ciencia. Hay dos tipos de ciencias: 1) Unas, como la aritmética [...] deducen sus conclusiones a partir de principios evidentes por la luz del entendimiento natural. 2) Otras, por su parte, deducen sus conclusiones a partir de principios evidentes, por la luz de una ciencia superior. [...] En este último sentido se dice que la doctrina sagrada es ciencia, puesto que saca sus conclusiones a partir de los principios evidentes por la luz de una ciencia superior, esto es, la ciencia de Dios y de los Santos».
5. Se termina con las respuestas de Santo Tomás de Aquino a las objeciones anteriores: «los principios de una ciencia [...] quedan reducidos a los que le proporciona una ciencia superior» y «los hechos concretos [...] no son tratados como objetivo principal, sino como ejemplo a imitar [...] O también para declarar la autoridad de aquellos nombres por los que se nos ha transmitido la revelación divina».

A veces las objeciones son contra-argumentadas directamente en la misma respuesta, por lo que Tomás responde con frases como «está incluida en lo dicho» (por ejemplo en el artículo 4 de la primera Cuestión en la Parte I).

### Estructura
La obra está dividida en tres partes, de las cuales la segunda se subdivide en dos secciones:
- I. Primera parte (Prima): Dios uno; Dios trino; la creación; los ángeles; el hombre y el cosmos, la providencia (119 cuestiones).
- II-I. Segunda parte, primera sección (Prima secundae): Nuestro fin: bienaventuranza (y felicidad eterna). Acto humano. Pasión, hábito, virtud, don, vicio y pecado. La ley, antigua y nueva, gracia y mérito. (114 cuestiones).[v]
- II-II. Segunda parte, segunda sección (Secunda secundae): Virtudes teologales: fe, esperanza, caridad. Virtudes cardinales: prudencia, justicia, fortaleza, templanza. Carismas. Estados (189 cuestiones).
- III. Tercera parte (Tertia): Cristo: Encarnación, vida y pasión. Sacramentos: Bautismo. Confirmación. Eucaristía. Penitencia (90 cuestiones; inconclusa).

- Sup III. Suplemento de la tercera parte (Supplementum tertiae) (completado por discípulos, sobre la base de escritos juveniles): Sacramentos del orden, matrimonio y extremaunción. El juicio final. Los «Novísimos» (muerte, juicio, infierno, cielo).

Tomás completó la primera parte en su totalidad y la distribuyó en Italia antes de partir para asumir su segunda regencia como profesor en la Universidad de París (1269-1272). Después de haber terminado su tratado sobre la Eucaristía en 1273, Aquino tuvo varias experiencias místicas y éxtasis. Por lo que vio, abandonó su rutina y se negó a escribir. La explicación que dio a este cese en su producción literaria, en sus propias palabras, fue la siguiente: «Después de lo que el Señor se dignó a revelarme el día de San Nicolás, todo lo que he escrito parece como paja para mí, y por eso no puedo escribir ya nada más». Como resultado, la Summa theologica quedaría incompleta. Lo que faltaba se añadió posteriormente como cuarto libro de sus comentarios sobre las Sentencias de Pedro Lombardo como Suplemento de la tercera parte, que no se encuentra en los manuscritos de los siglos XIII y XIV.

### Referencias y citas

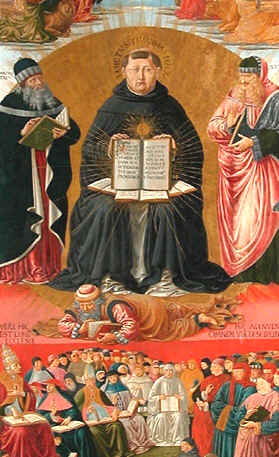
Triunfo de Santo Tomás de Aquino por Benozzo Gozzoli. Se muestra a Platón, Aristóteles y Averroes, autores que fueron citados en la Summa.

### Parte I: teología

Summa theologica, 1596.